# Хайнс, Тимоти
Тимоти Хайнс (англ. Timothy Hines) — американский кинорежиссёр, сценарист и продюсер. Более всего известен своей адаптацией романа «Война миров» Герберта Уэллса, сняв по нему в 2005 году новую версию экранизации. В то же время он занимался режиссурой телевизионной рекламы и в короткометражном кино. В 1999 году со своей коллегой Сьюзен Гофорт они основали независимую кинокомпанию Pendragon Pictures. На сегодняшний день они совместно выпустили два фильма (оба режиссировал Хайнс).

## Фильмография

### Режиссёрские и сценарные работы
- 1985: «Аппарат Эдисона»
- 1989: «Sunrise on Alphabet City»
- 1994: «House of the Rising»
- 1998: «Сон в летнюю ночь»
- 2000: «Bug Wars»
- 2005: «Война миров»